# Erika Moretti
Erika Moretti (Torino, 27 gennaio 1993) è una giocatrice di calcio a 5 ed ex calciatrice italiana, di ruolo attaccante, giocatrice dello Sportiamo Futsal.

## Carriera

### Club
Erika Moretti cresce calcisticamente nelle formazioni giovanili del Torino, passando dalle Esordienti alla squadra che gioca il Campionato Primavera di categoria, formazione con la quale vince tre scudetti.
Le prestazioni offerte nei tornei giovanili convincono la società ad inserirla nella rosa della formazione titolare, facendo il suo esordio in Serie A dalla stagione 2008-2009 dalla 1ª giornata di campionato nella partita giocata fuori casa il 5 ottobre 2008 contro il Venezia 1984, incontro terminato con un pareggio e 2 reti per parte. La sua prima rete in Serie A la realizza alla 5ª giornata contro la Riozzese, segnando il gol del parziale 1-0 al 12' nella partita poi terminata per 1-1.
Col il Torino rimane quattro stagioni per poi passare alla Juventus Torino e, dalla stagione 2014-2015, al Luserna, squadra con cui torna in Serie A dopo tre stagioni nelle serie cadette. Con il Luserna ha disputato tre stagioni e mezza, delle quali due in Serie A. Prima della fine del girone di andata del campionato di Serie B 2017-2018 ha rescisso il contratto che la legava al Luserna, lasciando il calcio a 11 per passare al calcio a 5. Ha trovato un accordo con lo Sportiamo Grugliasco, società in cui gioca anche la sorella Marzia.

### Nazionale
Moretti viene convocata agli stages per un suo eventuale inserimento nella formazione della nazionale italiana Under-17 rimanendo in rosa per tre anni e segnando una rete in occasione di un incontro con le pari età della Svizzera.

## Palmarès

### Trofei giovanili
- Campionato Primavera: 3

Torino: 2006-2007, 2010-2011, 2011-2012

### Club
- Campionato italiano di Serie B: 1

Luserna: 2014-2015